# Myrmecodia lamii
Myrmecodia lamii är en måreväxtart som beskrevs av Elmer Drew Merrill och Lily May Perry. Myrmecodia lamii ingår i släktet Myrmecodia och familjen måreväxter. Inga underarter finns listade i Catalogue of Life.